# Evert Zoudenbalch (1424-1503)

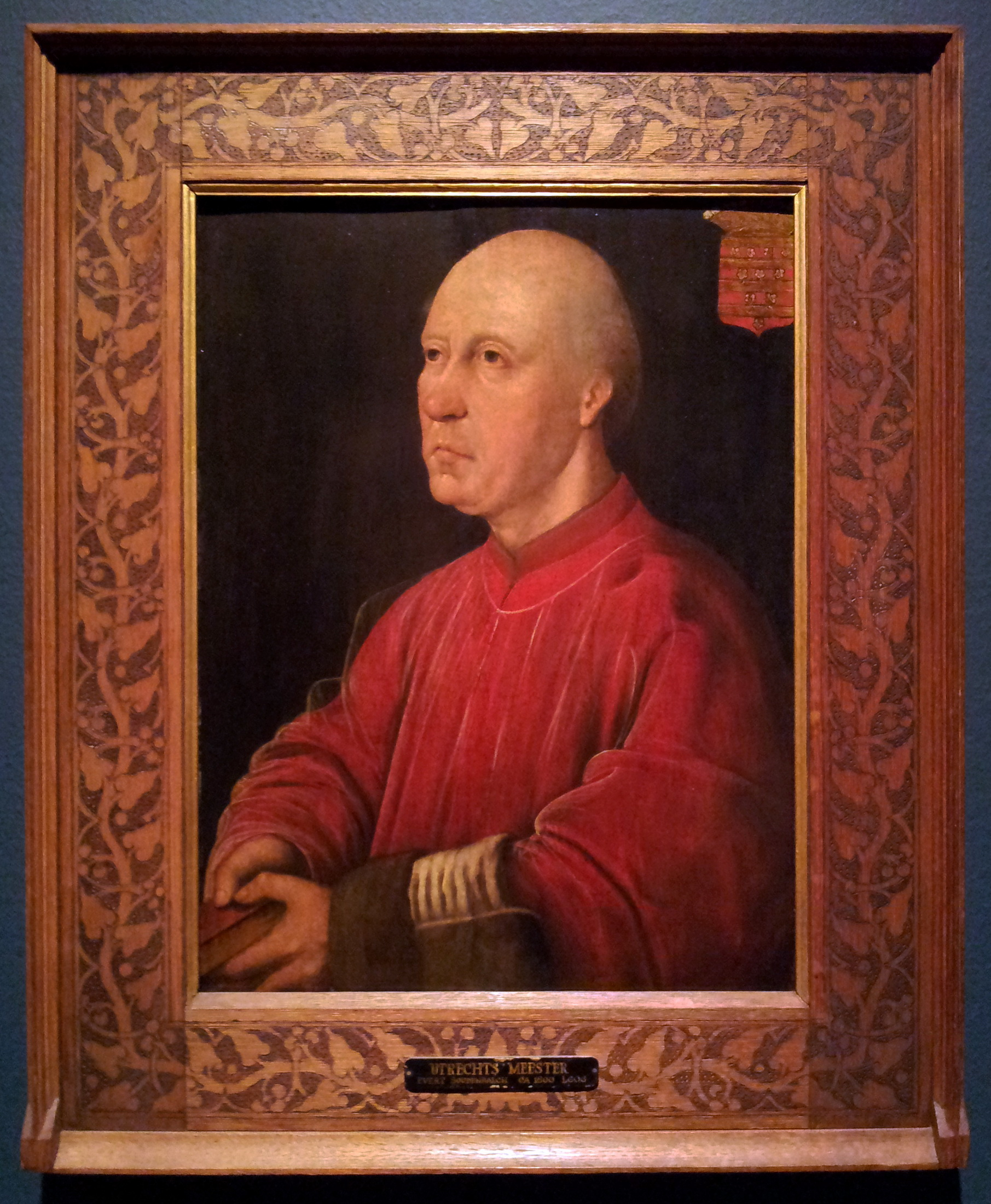
Evert I Zoudenbalch (Bonnefantenmuseum; identiek portret in Centraal Museum)

Evert I Zoudenbalch (1424 - Utrecht, 28 maart 1503) was een invloedrijke telg uit het Utrechtse geslacht Zoudenbalch, die thesaurier was van de Dom van Utrecht en proost van de Sint-Servaaskerk in Maastricht. In die laatste hoedanigheid was hij tevens heer van de Elf banken van Sint-Servaas, Tweebergen en Mechelen-aan-de-Maas.

## Levensloop

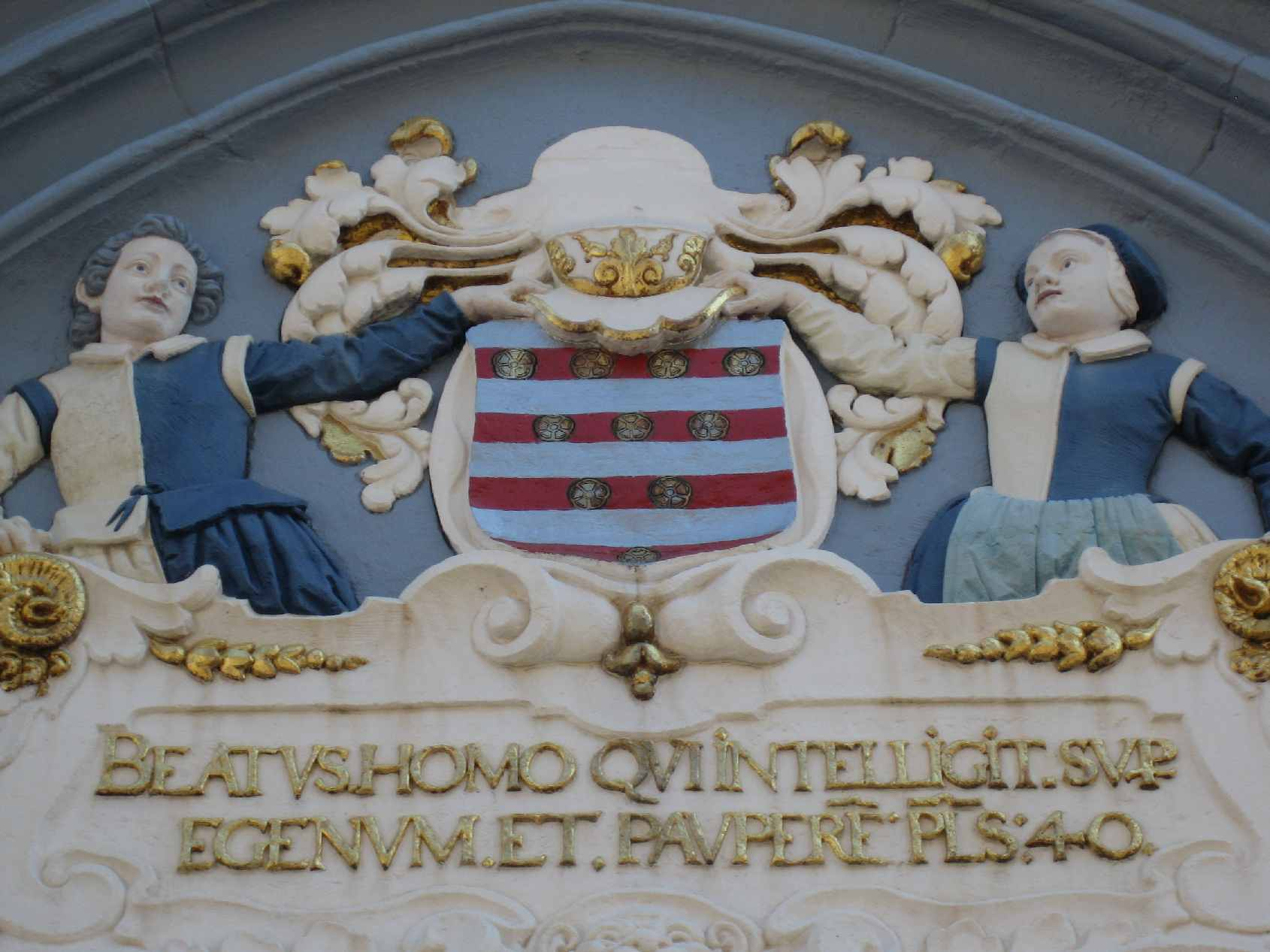
Familiewapen Zoudenbalch

Evert's vader was Hubert II Zoudenbalch, die getrouwd was met een vrouw van Utenveen ook genaamd van Veen (voornaam onbekend).
Zoudenbalch was van 1445 tot zijn dood als kanunnik van het Sint-Maartenskapittel verbonden aan de Utrechtse Dom. In 1470 volgde hij Gijsbrecht van Brederode op als proost van het kapittel van Sint-Servaas in Maastricht, een functie die hij vóór 1485 neerlegde. In 1472 werd hij ambachtsheer van de Weerd, ten noorden van Utrecht, in 1476 werd hij beleend met Urk en het dorp Emmeloord (op Schokland) en in 1481 ontving hij het leen Loenersloot. In 1482 werd hij thesaurier van de Dom, als opvolger van Herman Tulleman. Volgens Pierre Doppler was hij ook kamerheer van paus Innocentius VIII.
Zoudenbalch overleed in Utrecht op 28 maart 1503 en werd aldaar begraven.

## Nalatenschap
In 1467/1468 liet Zoudenbalch in de Donkerstraat te Utrecht een royale woning bouwen, het huis Zoudenbalch. In 1474 koopt Zoudenbalch het landgoed Grootveld (Prattenburg), met boerderij en landerijen, van Johan van Hemerten. Een kleine twintig jaar later draagt hij het over aan zijn gelijknamige neef en petekind, de latere burgemeester van Utrecht Evert Zoudenbalch II. Het goed blijft in de familie tot 1598. Tot zijn bezit behoorde verder het Utrechtse stadskasteel Oudaen. Na zijn overlijden komt ook het huis Zoudenbalch in bezit van zijn neef Evert Zoudenbalch II.

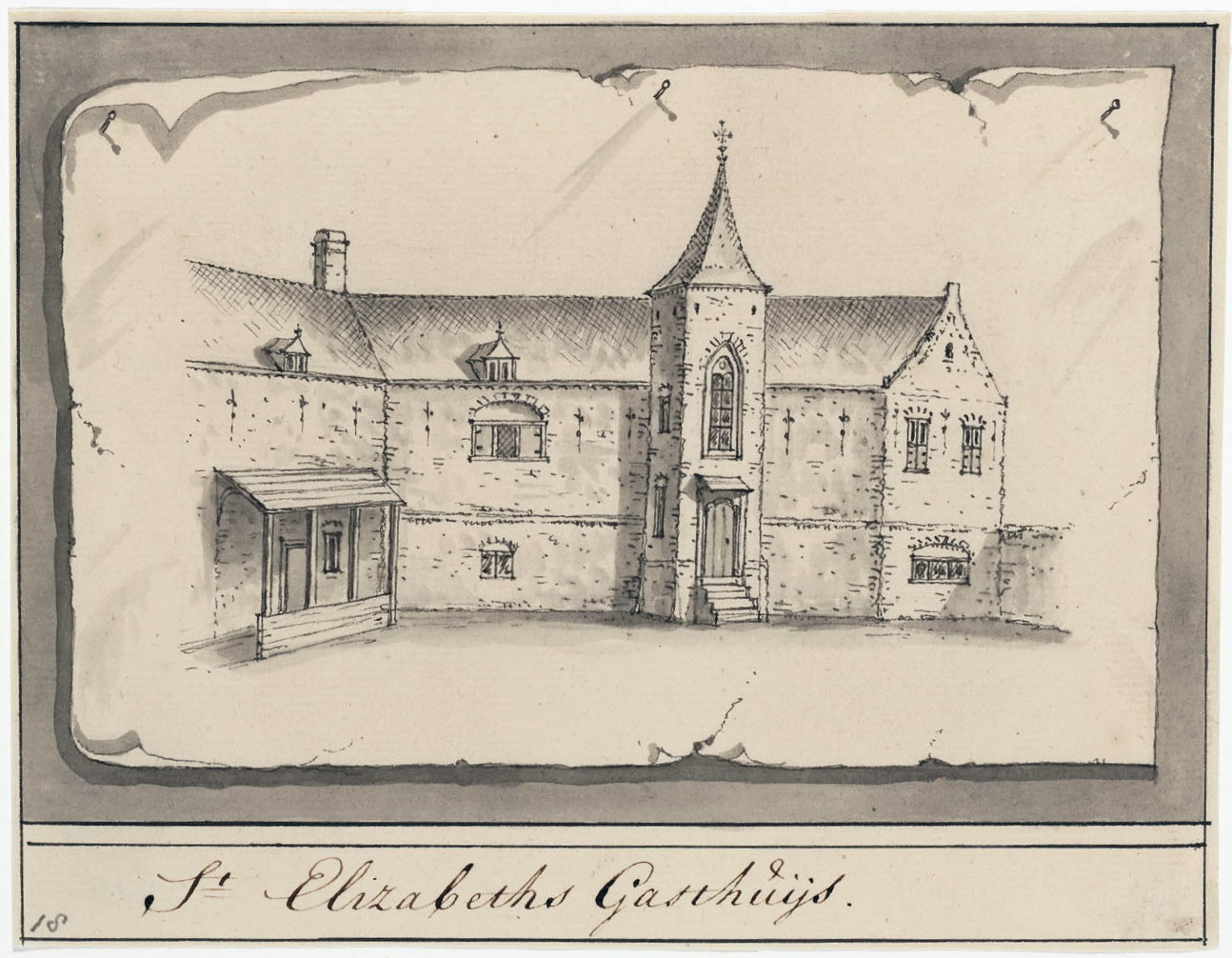
Sint-Elisabethgasthuis

Zoudenbalch bestemde een deel van zijn kapitaal voor liefdadigheid. Geheel belangeloos was dit niet, want hij was ervan overtuigd, net zoals de meeste van zijn tijdgenoten, dat door het verrichten van goede werken zijn kans op een plaats in de hemel zou toenemen. In 1491 financierde hij uit de riante inkomsten van de proosdij van Sint-Servaas de stichting van het Sint-Elisabethgasthuis in Utrecht. Het weeshuis was behoorlijk groot en bestond uit drie rondom een binnenplaats gelegen vleugels die grensden aan het Achter Clarenburg en de Korte en Lange Elisabethstraat met een bijbehorende kapel. Het complex lag naast het kasteel Vredenburg en had in 1577 sterk te lijden van de verwoesting van het kasteel. Vandaag de dag is alleen een deel van de zuidelijke vleugel over. Het weeshuis verhuisde na 1577 naar Oudegracht 245 (later Gereformeerd Burgerweeshuis).
Tussen 1460 en 1470 liet Evert Zoudenbalch een bijbel vervaardigen die verlucht werd met miniaturen van een aantal anoniem gebleven Utrechtse miniaturisten, o.a. de Meester van Evert Zoudenbalch, de Meester van Gijsbrecht van Brederode en de Meester van de Vederwolken. Het kostbare manuscript bevindt zich thans in de Österreichische Nationalbibliothek in Wenen.
De naam Zoudenbalch is in Utrecht en Ens tevens bewaard gebleven als straatnaam. In Utrecht is het Sportcomplex Zoudenbalch mede naar hem vernoemd.

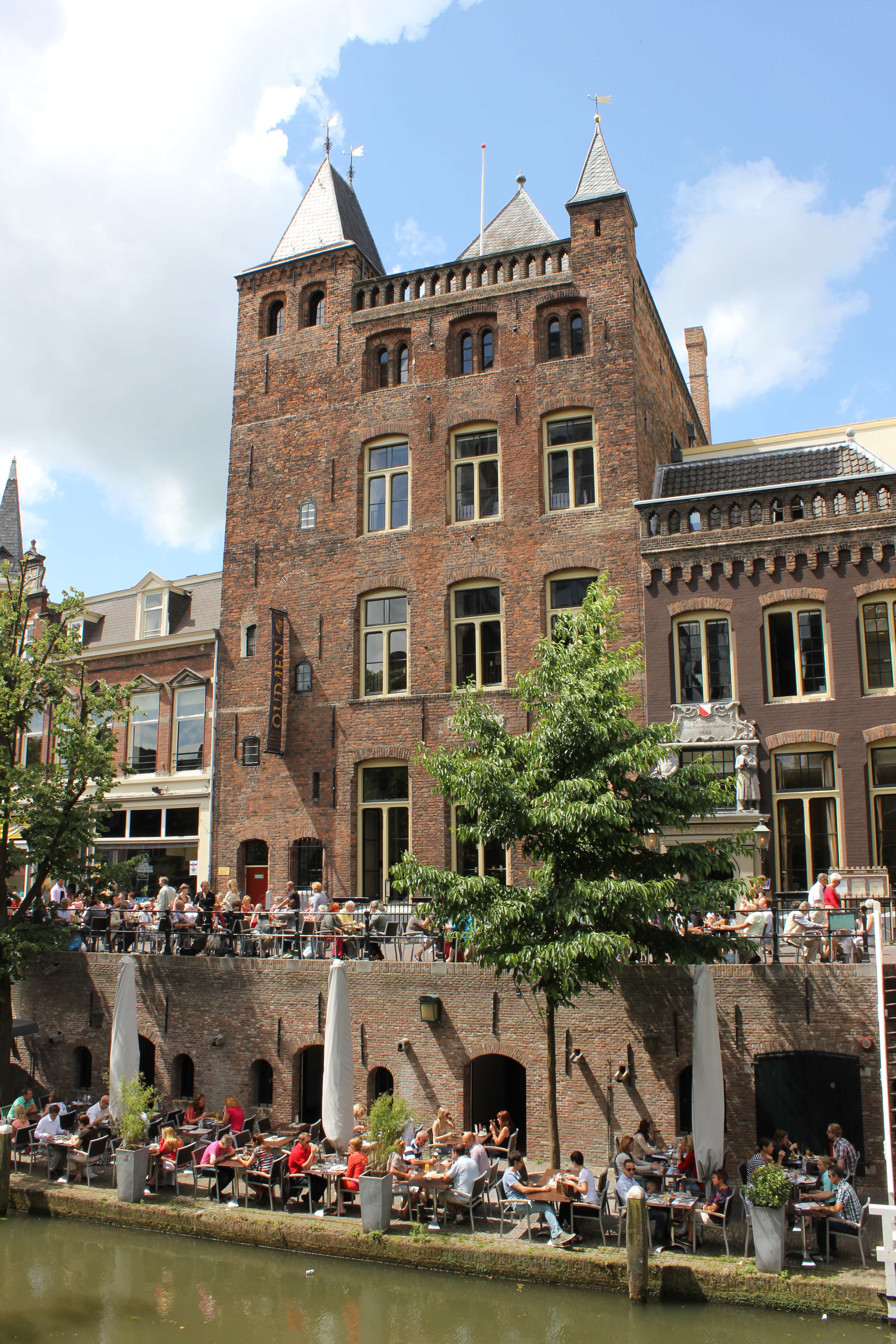
Kasteel Oudaen, Utrecht
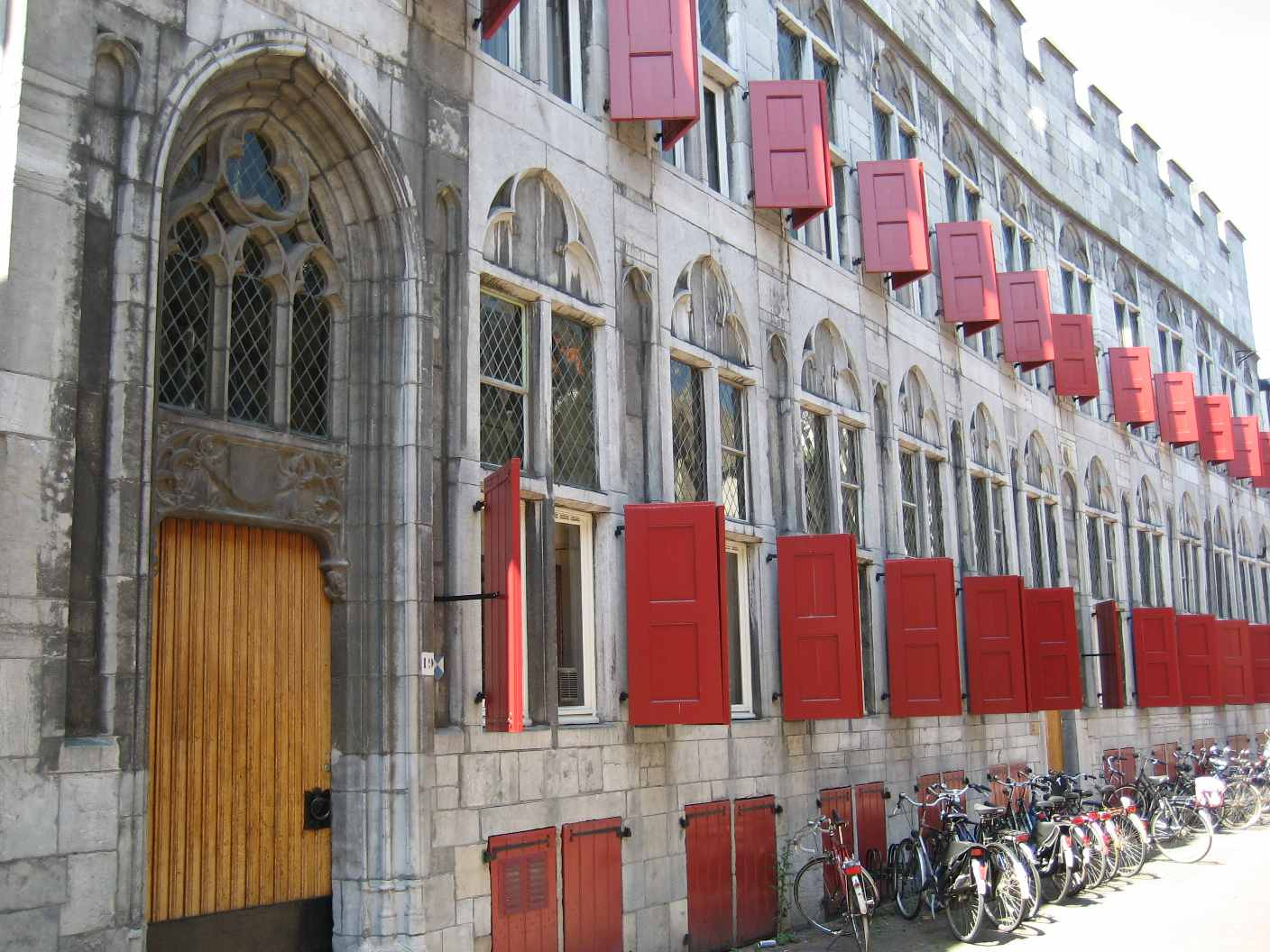
Huis Zoudenbalch, Utrecht
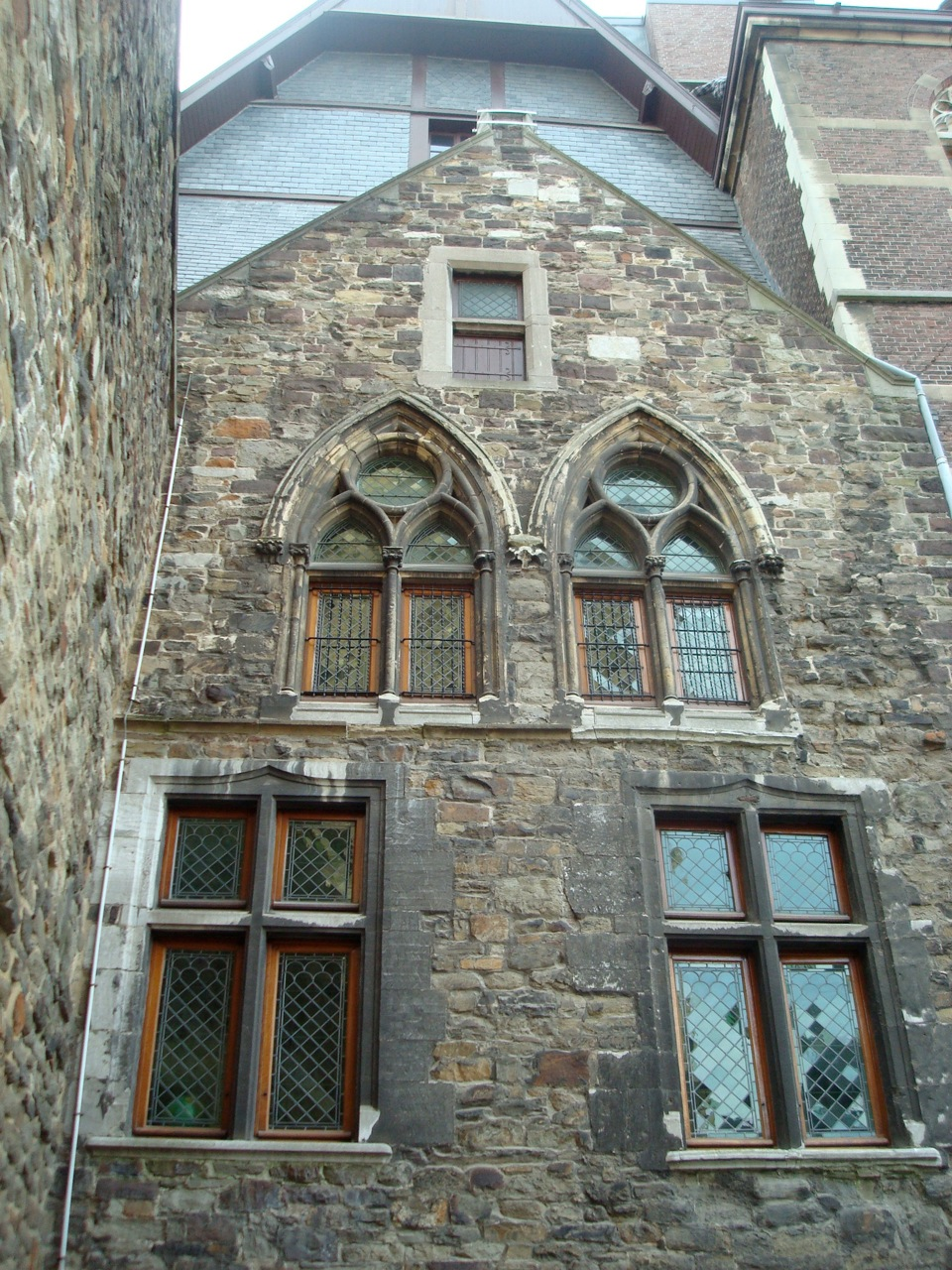
Proosdij Maastricht
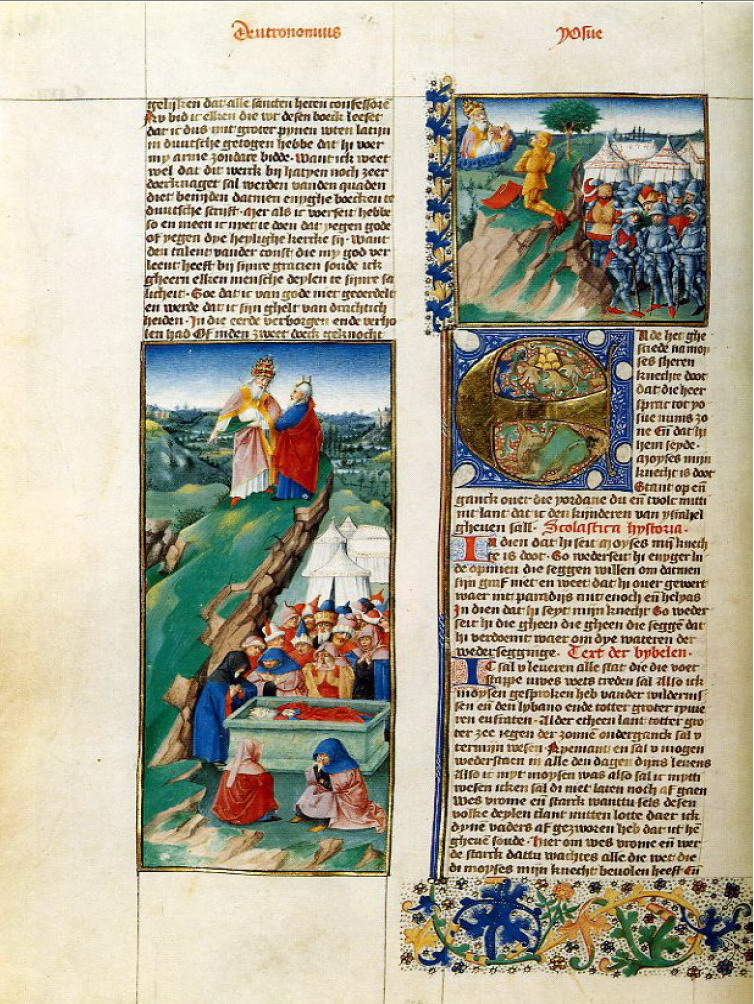
Zoudenbalchbijbel